# Фриз, Мэтт
Мэттью Эндрю Джери Фриз (англ. Matthew Andrew Geary Freese; род. 2 сентября 1998, Уэйн, Пенсильвания, США) — американский футболист, вратарь клуба «Нью-Йорк Сити».

## Клубная карьера
Фриз — воспитанник клуба «Филадельфия Юнион». В 2017 году он несколько раз попадал на скамейку запасных «Бетлехем Стил», фарм-клуба «Филадельфии Юнион» в USL.
В 2017 году Фриз поступил в Гарвардский университет и начал выступать за университетскую футбольную команду. В сезоне 2018 он был включён во вторую символическую сборную Лиги плюща.
21 декабря 2018 года Фриз подписал с «Филадельфией Юнион» контракт по правилу доморощенного игрока. Его профессиональный дебют состоялся 10 марта 2019 года в матче «Бетлехем Стил» против «Бирмингем Легион». За «Филадельфию Юнион» в MLS он дебютировал 20 апреля в матче против «Монреаль Импакт», выйдя на замену вместо Андре Блейка на 54-й минуте. 16 марта 2021 года Фриз подписал с «Филадельфией Юнион» новый контракт до конца сезона 2022 с опциями продления на сезоны 2023 и 2024.
27 января 2023 года Фриз был продан в «Нью-Йорк Сити» за гарантированные $350 тыс. в общих распределительных средствах, условные $400 тыс. при достижении им определённых показателей и комиссию от возможной перепродажи. Сыграв 9 апреля за «Нью-Йорк Сити II» в матче MLS Next Pro против «Атланты Юнайтед 2», за первую команду «Нью-Йорк Сити» он дебютировал 10 мая в матче Открытого кубка США против «Цинциннати». 14 декабря Фриз продлил контракт с «Нью-Йорк Сити» до конца сезона 2026 с опцией на сезон 2027.

## Международная карьера
Фриз был вызван в сборную США на товарищеский матч со сборной Тринидада и Тобаго, который состоялся 31 января 2021 года, но остался в нём незадействованным запасным.
В марте 2021 года Фриз был включён в состав сборной США до 23 лет на Мужской олимпийский квалификационный турнир КОНКАКАФ 2020.

## Достижения
Командные
 «Филадельфия Юнион»
- Победитель регулярного чемпионата MLS: 2020